# PowerISO
PowerISO – program komputerowy służący do tworzenia, edycji i wypalania obrazów dysku, m.in. plików ISO. Jego producentem jest przedsiębiorstwo PowerISO Computing.
Program obsługuje popularne formaty obrazów (m.in. ISO, BIN, NRG) oraz właściwy dla aplikacji format DAA. PowerISO umożliwia również konwersję między formatami i tworzenie bootowalnych plików ISO. Jego składniki obejmują także klasyczne narzędzia do wypalania płyt CD i DVD oraz emulator napędów.
Oprogramowanie współpracuje z 32- i 64-bitowymi wydaniami systemów Microsoft Windows i jest dostępne w darmowej wersji demonstracyjnej. Producent oferuje dodatkowe wersje dla systemów Linux i macOS – bezpłatny linuksowy program z interfejsem graficznym (GUI) oraz bezpłatne narzędzia działające z linii poleceń.
Serwis Softpedia opisał program jako „jedno z podstawowych narzędzi” w kategorii programów do edycji i tworzenia obrazów ISO, a w grudniu 2020 r. całkowita liczba pobrań aplikacji w serwisie Download.com wynosiła ponad 22 mln.
Pierwsza wersja programu została wydana w 2004 roku.

## Właściwości
| Download.com | [ 4 ]  |
| Softpedia    | [ 19 ] |
| SoftZone     | 7,3/10 |

- Tworzenie obrazów z płyt CD/DVD oraz z plików zlokalizowanych na dysku
- Edycja plików ISO oraz ich konwersja do innych formatów
- Wypalanie obrazów na dyskach optycznych
- Zgrywanie muzyki z płyt audio do różnych formatów
- Tworzenie bootowalnych nośników danych
- Możliwość „podmontowania” obrazu jako dysk wirtualny
- Obsługa różnych języków
- Wersja niezarejestrowana pozwala tworzyć obrazy nieprzekraczające 300 MB

Źródła.

## Podobne programy
- UltraISO[22]
- MagicISO
- ImgBurn